# Bánátnagyfalu
Bánátnagyfalu (szerbül Банатско Велико Село / Banatsko Veliko Selo) település Szerbiában, a Vajdaságban, az Észak-bánsági körzetben, Nagykikinda községben.

## Fekvése
Nagykikinda keleti szomszédságában fekszik, Torontáltószeg és Nákófalva között.

## Története
Szenthubert, Szentborbála és Károlyliget település Mária Terézia királynő rendeletére 1770-1771-ben települt. A telepítést Neumann temesvári igazgatósági tanácsos végezte Lotaringiából származó francia, és Délnyugat-Németországból származó sváb telepesekkel.
A falvak a 18. század során többször is gazdát cseréltek és idővel a francia telepesek is beleolvadtak a német lakosságba.
A II. világháború után a sváb lakosság Németországba menekült, helyükbe szerb családok költöztek Boszniából.
A három német falu 1948-ban egyesült (Banatsko) Veliko Selo (Bánátnagyfalu) néven.

### Szenthubert
Szenthubert (Sankt Hubert) falut Neumann temesvári igazgatósági tanácsos 1771-ben telepítette be francia és német telepesekkel. A franciák Lotaringiából a metzi, besançoni, párizsi és luxemburgi egyházmegyékből, a németek, pedig Mainz, Trier, Nassau, Würzburg, Ingolstadt városokból és a környező falvakból érkeztek. Az új telepeseknek 1770-ben plébániájuk, 1771-ben pedig már iskolájuk is épült.
1781. után Szenthubertet a gróf Ferraris család vásárolta meg, majd a gróf Zichy-Ferraris család birtoka lett, 1838-ban pedig gróf Zichy-Ferraris Ferencz lett a földesura. A falu római katolikus temploma 1806-ban épült.
A település határában feküdt egykor Hollósvár, melyet egy 1429-ből való oklevél is említett.
1910-ben 1497 lakosából 80 magyar, 1351 német, 37 román volt. Ebből 1439 római katolikus, 39 görögkeleti ortodox volt.
A trianoni békeszerződés előtt Torontál vármegye Zsombolyai járásához tartozott.

## Jegyzetek

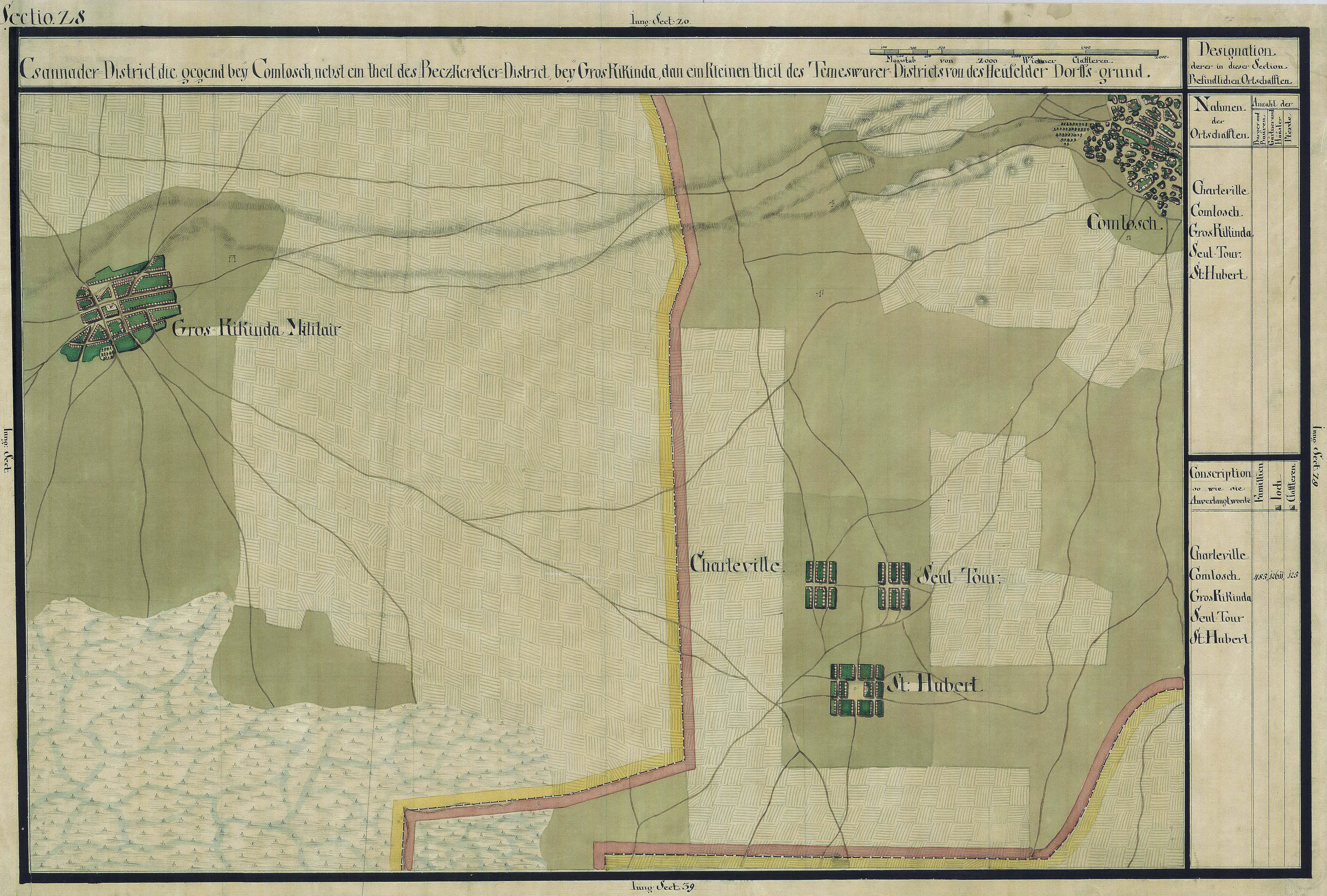
Szenthubert, Szentborbála és Károlyliget környéke 1769-72 között

### Szentborbála
Szentborbála (Seultour) helyén a török hódoltság előtt Seultourn állt. A hódoltság alatt elpusztult régi falu helyére, melyből csak egy csonka torony maradt meg 1770-1771-ben Neumann temesvári igazgatósági tanácsos felügyelete alatt épült fel az új falu, melyet azután a Lotaringiából származó első francia telepesei Seultourn-nak neveztek el. A temesvári igazgatóság az első települőknek 64 házat és mellé iskolát is építtetett. Később a francia telepesekhez rajnamelléki németek csatlakoztak,   eleinte külön, a Deutsch-Gasse-nak nevezett utcában telepedtek le. Később a francia telepesek beolvadtak a német lakosságba.
1910-ben 961 lakosából 13 magyar, 925 német, 23 román volt. Ebből 938 római katolikus, 23 görögkeleti ortodox volt.
A trianoni békeszerződés előtt Torontál vármegye Zsombolyai járásához tartozott.

### Károlyliget
Károlyliget (Charleville) Mária Terézia királynő rendeletére épült 1770-1771-ben ugyancsak Neumann temesvári igazgatósági tanácsos felügyelete alatt, aki az első letelepülőknek 64 házat építtetett. Elsőként Lotaringiából származó franciák érkeztek, hozzájuk németek is csatlakoztak és eleinte a franciák voltak többségben. A német települők a franciáktól elkülönülve, a Deutsch-Gasse nevű utcában laktak és 1771-ben a temesvári igazgatóság már elemi iskolát is építtetett részükre.
1838-ban Károlyliget birtokosa a gróf Zichy-Ferrary család volt.
Károlyliget határában feküdt a középkorban Horogszeg falu is, amely 1429-ben Szilágyi László birtoka volt. A  falu a török hódoltság alatt pusztult el, a gróf Mercy-féle térképen is pusztaként van feltüntetve Orosin néven. 1750-től a délmagyarországi kincstári puszták bérlők-társasága bérelte.  Az 1783-as térképen Mali Orosin néven írták.
1910-ben 757 lakosából 5 magyar, 726 német, 26 román volt. Ebből 731 római katolikus, 26 görögkeleti ortodox volt.
A trianoni békeszerződés előtt Torontál vármegye Zsombolyai járásához tartozott.

## Népesség

### Demográfiai változások
| 1948 | 1953 | 1961 | 1971 | 1981 | 1991 | 2002 | 2011 |
| ---- | ---- | ---- | ---- | ---- | ---- | ---- | ---- |
| 4388 | 4276 | 4310 | 3603 | 3322 | 3134 | 3034 | 2512 |